# Cal Massana (Sant Agustí de Lluçanès)
Cal Massana és una casa de Sant Agustí de Lluçanès (Osona) inclosa a l'Inventari del Patrimoni Arquitectònic de Catalunya.

## Descripció
Edifici de dos pisos construït amb murs de pedres irregulars i morter, actualment reforçat amb ciment. El teulat és a doble vessant, lateral a la façana de la porta principal. La planta és rectangular amb diversos afegits de serveis, de corts i de paller. Totes les obertures tenen llinda de fusta a les portes, i de pedra a les finestres.

## Història
Tot i no conservar-se cap data de construcció de l'edifici, l'estructura i els materials corresponen a construccions del segle XVIII- XIX.